# Lowanatom
Lowanatom (v místním jazyce lenakel „Místo, kde je průliv“) je vesnice na ostrově Tanna, v provincii Tafea, na jihu ostrovního státu Vanuatu. Nachází se na západním pobřeží ostrova, poblíž hlavní silnice mezi Lenakelem a letištěm Whitegrass. Počet obyvatel je přibližně 200, nicméně oficiální statistiky nejsou k dispozici. Vesnice je sídlem nejstarší katolické misie v provincii a misijní základní a střední školy. Ve vesnici se nachází také automechanik, obchod smíšeným zbožím provozovaný misií a další obchod provozovaný soukromou osobou. Misijní střední škola také zajišťuje obyvatelům některé služby z oblasti informatiky a misionáři poskytují podle potřeby základní péči v oblasti zdravotnictví. Vesnice má od roku 2002 přístup k elektřině, který využívají ale jen obyvatelé, jimž to ekonomická situace umožňuje. Pitná voda je přístupná díky veřejné ruční pumpě.

## Obyvatelstvo

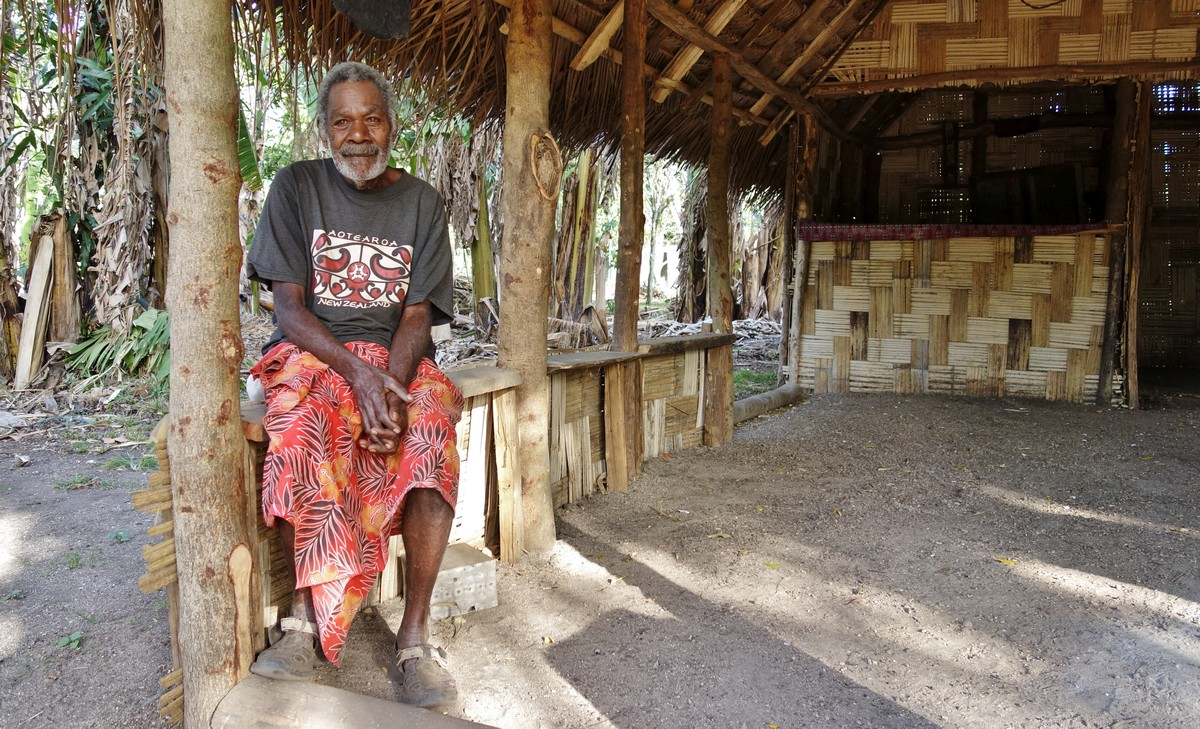
Stařešina z vesnice Lowanatom v jednom z místních nakamalů.

Obyvatelé vesnice jsou téměř výhradně místní populace ostrova Tanna, náležející ke klanům „Menek“ (Slepice) a „Kahau“ (Krysa), s několika málo jednotlivci pocházejícími z jiných ostrovů Vanuatu, kteří se sem oženili/vdali. Jediní cizinci dlouhodobě ve vesnici pobývající jsou misionáři kongregace Nejsvětějšího Srdce a jeden zahraniční učitel, který s nimi spolupracuje. Jazyk používaný obyvateli je lenakel (také známý jako netwar), který se ale často prolíná s bislamštinou. Vesnice je frankofonní, nicméně starší část populace, která nechodila do školy, mluví obvykle pouze lenakelem. Převážná část obyvatel se živí zemědělstvím, rybolovem a prodejem plodin na trhu v Lenakelu. Muži příležitostně pracují jako nádeníci, ale jako všude na Tanna, hlavní břemeno práce a zajištění domácnosti spočívá na ženách. Jen zlomek obyvatel má stálé zaměstnání. Vesnice je vedena hlavním šéfem („ieni“ v jazyce lenakel) a šéfy jednotlivých částí vesnice, kteří organizují společné aktivity a řeší spory. Pravidelně se setkávají při pití kavy v hlavním nakamalu vesnice jménem Lowkanhuo naproti misijní střední školy. Aktuálním šéfem vesnice (2014) je Bernard Yaukelo, který ve funkci vystřídal v roce 1989 vysokého šéfa („ieni asul“ v jazyce lenakel) Niluwana. Předchůdcem Niluwana byl vysoký šéf Lahwa Mas.

## Historie

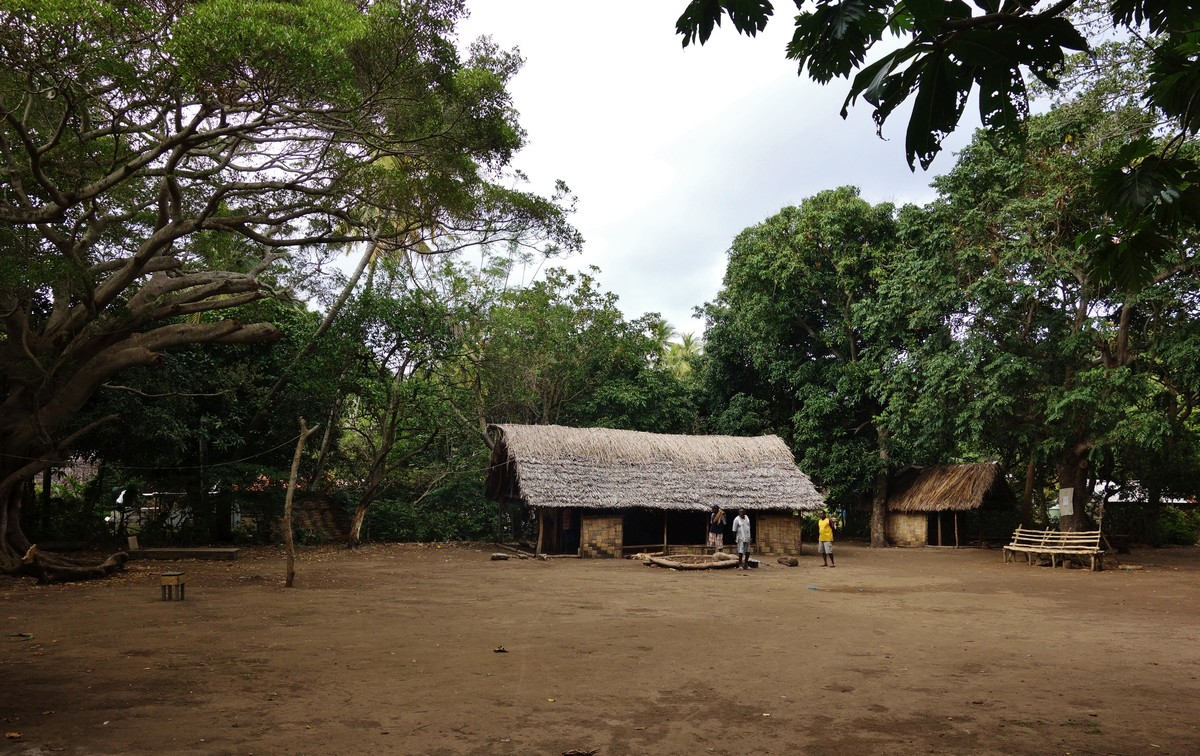
Lowkanhuo – hlavní nakamal ve vesnici Lowanatom.

Původní Lowanatom se od nepaměti rozkládal přibližně na území, které zaujímá dnešní misie. Na konci devatenáctého století, po dlouhém období klanových válek, které probíhaly prakticky na celém ostrově, byl Lowanatom, jako mnoho dalších vesnic v okolí, zcela zdevastován a obyvatelstvo vyvražděno (podle svědectví místních obyvatel jsou ještě dnes poměrně časté nálezy lidských kostí při výkopech v zemi okolo misie). Na uprázdněné místo postupně v prvních dvou desetiletích dvacátého století přicházely rodiny z vesnic položených výše na kopcích, především z Ipai, Lowkweria, Lownapektuan a z oblasti Whitesand. Toto nové osídlení, které dalo počátek dnešnímu Lowanatomu, mělo centrum okolo místa, kde je dnes na jihu vesnice hřbitov. S příchodem misie se tato populace na konci třicátých let přesunula do okolí kostela a dala tak formu dnešnímu rozložení vesnice. Prvním, kdo se v okolí misie usadil, byl Pierre Yamak se svou rodinou, následovaný Niluwanem a dalšími.
Vesnice byla, jako mnoho dalších v okolí, závažně poškozená při tsunami v noci 13. března 1959. I přes to, že katastrofa přišla v noci, nevznikly žádné oběti na životech, protože obyvatelé byli varováni některými ze stařešinů, kteří byli vzhůru dlouho do noci a všimli si náhlého ústupu moře, který tsunami předcházel. Mimo mnoha chatrčí byla mořem zcela zničena tehdejší misie včetně původní kaple, ze které zůstaly jen části betonových základů dodnes viditelné na pobřeží. Misie i část vesnice se poté přestěhovala poněkud dále od pláže a nový (současný) kostel byl dokončen až roku 1974. Tehdejší úroveň vzdutí moře připomíná plechová tabulka s nápisem na jednom ze stromů v jižní části vesnice.
Z důvodu faktu, že původní obyvatelstvo vesnice bylo nahrazeno poměrně heterogenní skupinou z jiných částí ostrova, nemá dnes Lowanatom přísně vzato své vlastní zvyky a tradiční tance (v kontrastu k blízkým vesnicím jako Lowkweria, kterých se masakr nedotkl). Do tradičního života a slavností se tak promítají prvky typické pro populace z jiných míst ostrova.

## Osobnosti původem ze Lowanatomu

### Pierre Yamak
Narozen roku 1918. Byl to první frankofonní muž z Tanna, kterému se dostalo školního vzdělání. Byl poslán na hlavní ostrov souostroví, Éfaté, aby vystudoval základní školu na misii Montmartre nedaleko Port Vila. Tam také zůstal a v průběhu druhé světové války spolupracoval s americkou armádou. Po válce se vrátil do Lowanatomu, kde pracoval pro misii jako stavitel a údržbář. Spolu s otci misionáři Pierrem Massardem a později Albertem Saccem zajistil a řídil výstavbu základních škol a kaplí ve Lowanatomu, Ikiti a Imaki. Zemřel v roce 2004 a je pochován vedle svého domu naproti misijní stanici.

### Alexis Yolou

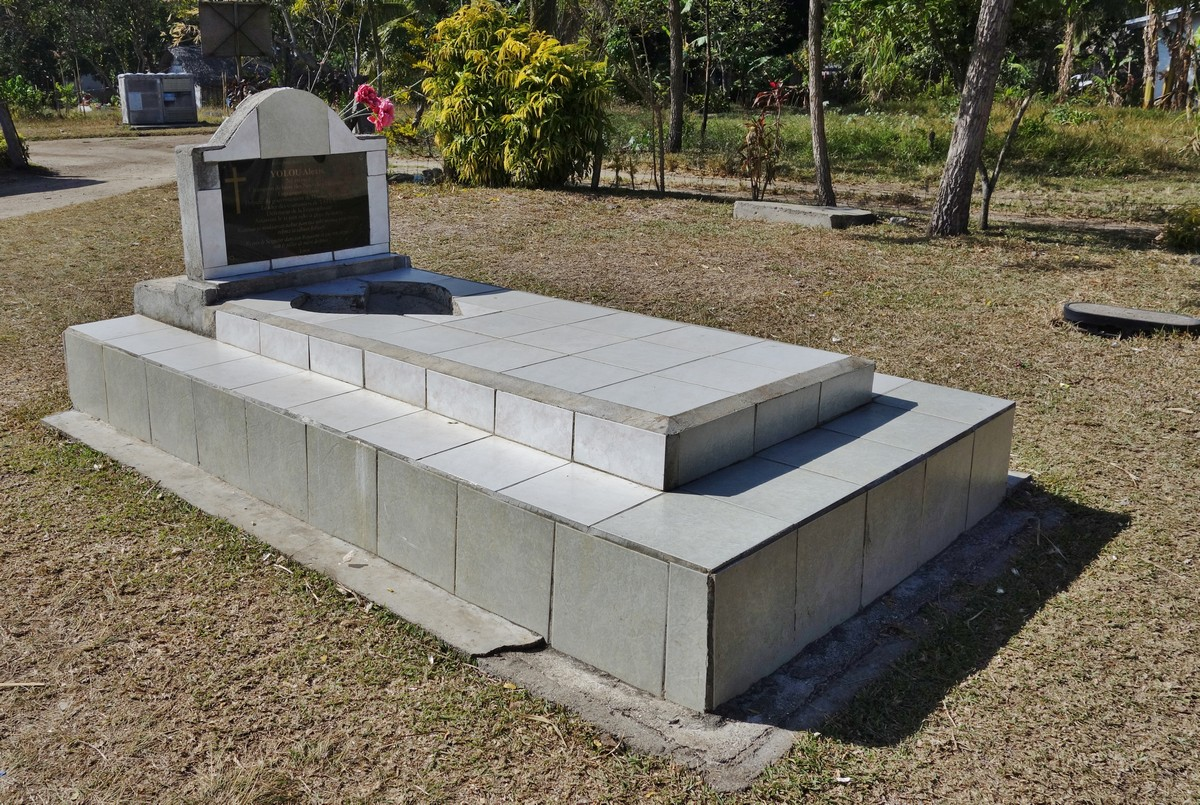
Hrob Alexise Yolou na misii Lowanatom, Tanna, Vanuatu.

Důležitým a často vzpomínaným rodákem vesnice je Alexis Yolou. Narodil se roku 1950 jako syn Pierra Yamaka z rodu kowiaméta (jeden ze dvou hlavních klanů na Tanna). Byl to obránce frankofonie, šampión v boxu Nových Hebrid a vedoucí člen tradičních autorit provincie Tafea. Náležel k ieramara (titul vysokého společenského postavení ve společenských strukturách Tanny) a byl politickým mluvčím hnutí John Frum. Z jeho iniciativy byly ke konci sedmdesátých let započaty diskuse s tradičními vlastníky pozemků ve Whitegrass a provedeny některé počáteční práce, jako zaměření, které měly vést k výstavbě letiště. Tento projekt byl dokončen až dlouho po jeho smrti v polovině devadesátých let. Svou vůdčí úlohu sehrál také při bojích o nezávislost Vanuatu, při revoltě na Tanna na jaře 1980 po prohlášení nezávislosti Tafea. Byl zavražděn v 11. června roku 1980 ve 4:30 ráno pro-anglickými partyzány z Vanua'aku Pati při pokusu o vyjednávání o členech své frakce Parti Modéré, kteří byli zajati přešlého dne. Je pohřben ve zvláštním hrobě s pamětní plaketou na pozemku katolické misie vedle kostela. Jeho jméno – „Rue Alexis Yolou“ – nese od jara roku 2014 jediná pojmenovaná ulice ve vesnici.

### Michael Kapalu
Narozen 6. 9 1959. Mezi lety 1977 a 1990 učitel na několika základních školách na různých místech Vanuatu. Mezi lety 1991 a 1996 generální sekretář provincie (Secrétaire Général de la Province Taféa). V průběhu své služby na provincii uskutečnil projekt letiště ve Whitegrass, které nahradilo původní americké válečné letiště poblíž Lenakelu. Stavba samotná byla dokončena po skončení jeho mandátu a na některých jejích částech (vybavení letištní haly) se podíleli i studenti z místní „Collège Technique et Lycée de Lowanatom“. Druhým významným projektem, který realizoval, byl příchod společnosti UNELCO GDF Suez na ostrov a výstavba elektrárny této společnosti, což byla první (a dosud jediná) elektrická centrála na ostrově.

## Katolická misie

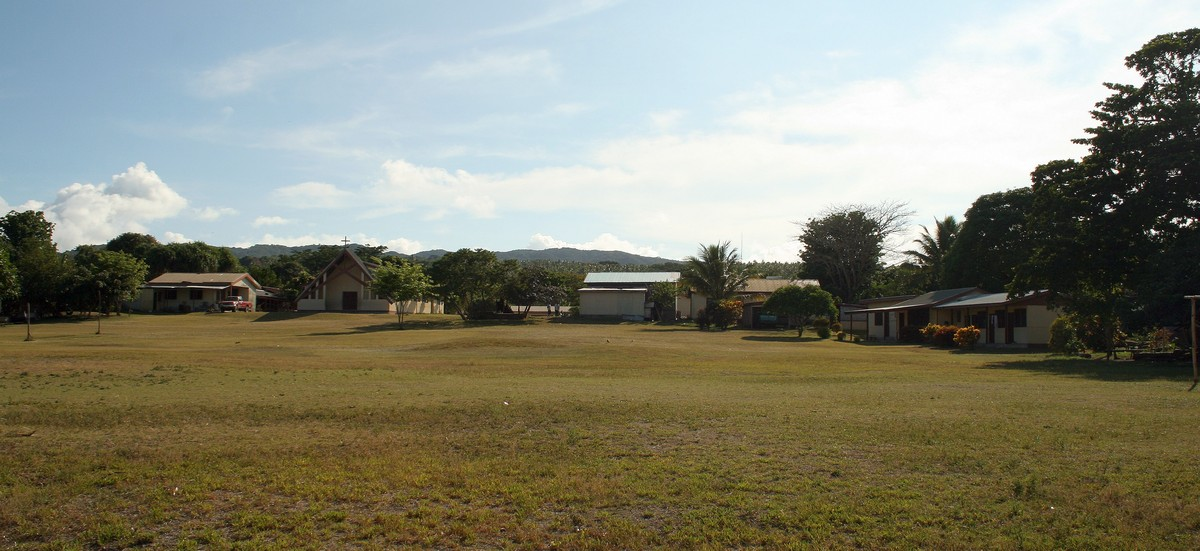
Pohled na misii ve Lowanatomu směrem od pláže. V levé části kostel, zcela vpravo dům komunity Bratrů Nejsvětějšího Srdce.

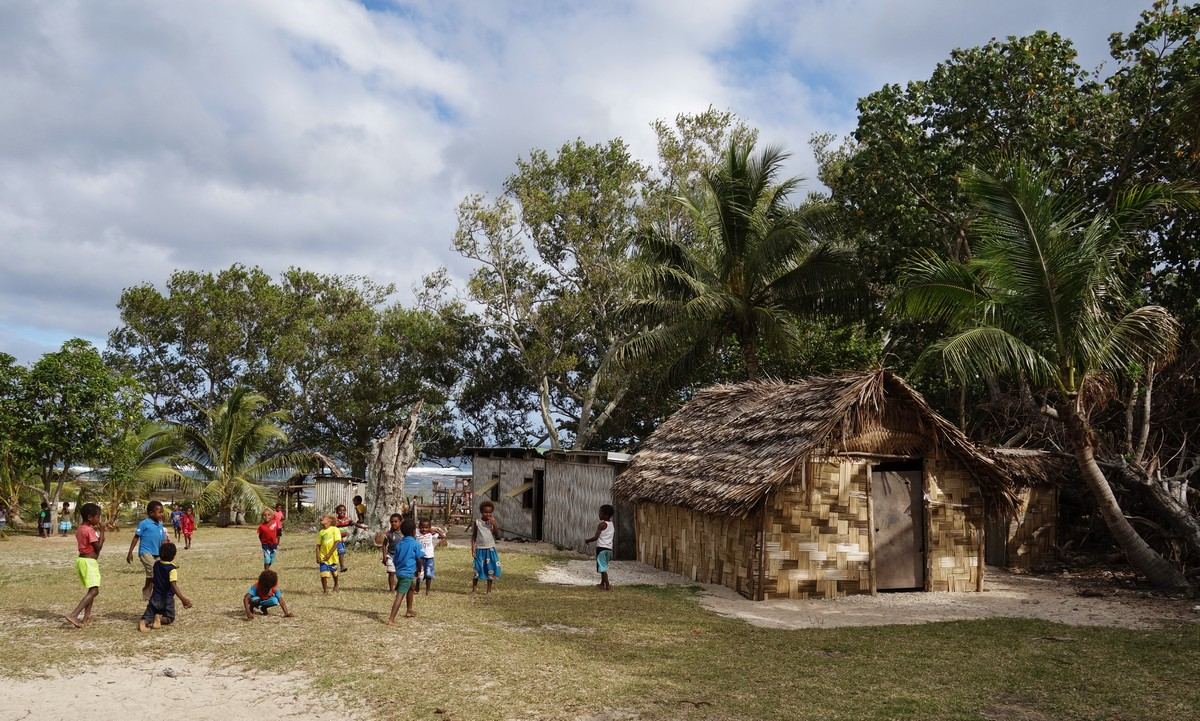
Mateřská školka na misii ve Lowanatomu.

V Lowanatomu existuje nejstarší katolická misie na ostrově. Tu založil v roce 1933 otec Pierre Bochu z iniciativy tehdejšího biskupa Nových Hebrid Isidore-Marie-Victor Douceré. Do té doby byli na ostrově téměř jedno století pouze misionáři protestantští (s přestávkami už od roku 1838 díky Johnu Williamsovi). V současnosti jde o jednu ze tří katolických misií v provincii, další dvě jsou Imaki na jihu ostrova a Imaru v centru ostrova (obě založeny právě z Lowanatomu). Z hlediska církevně správního jde o farnost podřízenou diecézi Port Vila. Správce farnosti sídlí přímo ve Lowanatomu (od roku 2013 je to otec Laurent Lulkon z Ambrymu) a pod jeho správu spadají také anexe (termín používaný v místním kontextu pro odlehlé součásti misií s vlastní kaplí a katechetou) na ostrově Tanna (Ikiti, Lownapaiu, Iapilmai, Ikahakahak a St. Patrick), na ostrově Anatom (Umetch, Analcuawat, Port-Patrick) a nově od roku 2010 i na ostrově Erromango (Sainte Trinité v zátoce Cook's Bay). Misie se stará nejen o duchovní potřeby obyvatel, ale poskytuje i některé důležité služby, zejména v oblasti školství. Spravuje mateřskou školku, základní školu (1. až 6. rok školní docházky) založenou roku 1974, dále technickou střední školu (7. až 10. ročník) založenou roku 1990 a od roku 2011 i první gymnázium v celé provincii (11. a 12. ročník vanuatského systému školní docházky). Obě posledně zmiňované školy fungují jako jeden subjekt pod jménem „Collège Technique et Lycée de Lowanatom“. Mimo kněze na misii sídlí komunita kongregace Bratrů Nejsvětějšího Srdce a komunita kongregace Dcer Mariiných (francouzsky Congrégation des Filles de Marie).

## Collège Technique et Lycée de Lowanatom

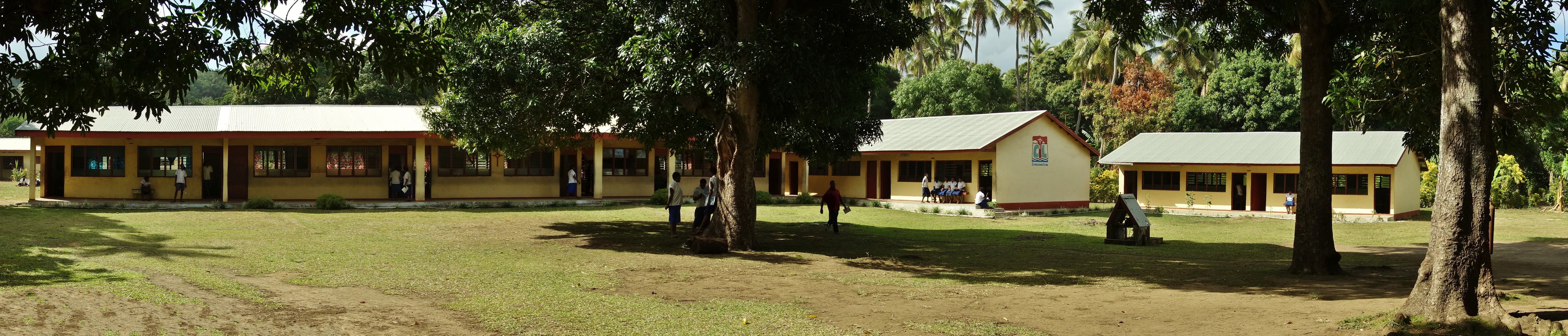
Pohled na budovy tříd školy Collège Technique et Lycée de Lowanatom

Collège Technique et Lycée de Lowanatom (CTL) je katolická frankofonní technická střední škola a gymnázium zřízena a spravovaná bratry z kongregace Bratrů Nejsvětějšího Srdce z misie ve vesnici Lowanatom. V kontextu celé provincie Tafea jde o důležitou školu, dávající místním mladým lidem přístup k úrovni vzdělání, které by jinak školy zřizované státem nebyly schopny kvůli ekonomické situaci země zajistit. Škola byla založena roku 1990 těsně po příchodu první komunity bratrů na ostrov, tehdy pod jménem „Centre d'Éducation et de Développent (CED)“ (Centrum vzdělání a rozvoje), jako centrum umožňující vystudovat některý řemeslný obor (truhlářství, automechaniku) dětem, které z různých důvodů nemohly pokračovat ve studiích na státních školách a zůstávaly po dokončení šesté třídy, tedy vanuatské konce základní školní docházky, ve vesnicích bez možnosti dalšího uplatnění. Postupně se CED rozrostlo na plnohodnotnou technickou střední školu (ročníky 7 až 10 vanuatského školského systému). V roce 2010 školu navštěvovalo přibližně 130 studentů. Následující rok, kdy bylo bratry otevřeno gymnázium, stoupl počet studentů na zhruba dvě stovky. Otevření gymnázia bylo důležitým milníkem v dostupnosti vzdělání v této části Vanuatu. Do té doby byli studenti, kteří chtěli na gymnáziu studovat, nuceni odcestovat až do hlavního města na ostrově Éfaté. Mezi služby, které škola v současné době (2014) poskytuje studentům, patří dívčí a chlapecký internát se stravováním, volejbalové hřiště, truhlářská dílna a ateliér domácích prací, knihovna s přibližně 10 000 svazky francouzské a anglické literatury (vybavená z darovaných knih různých zahraničních dárců) a od roku 2011 i učebna informatiky s pětadvaceti místy připojená k internetu. Tato učebna je první a zatím jedinou učebnou počítačů v provincii a byla vybudovaná z darů farnosti Skalice a Bašky v Česku a později rozšířená za přispění AUF. Dále mají studenti stálý přístup k lékařské péči poskytované jedním z bratrů misionářů. V závažnějších případech je jim zajištěn převoz do provinční nemocnice v Lenakelu. Vzhledem z naprosté nedostupnosti léků a lékařského materiálu je školní ošetřovna vybavována ze zahraničních darů. Vláda Vanuatu škole zajišťuje pouze platy některých z vládou uznávaných učitelů, kteří v CTL pracují. Financování veškerého rozvoje a údržby školy je tedy plně závislé na darech zvenčí. Na těch se za dobu trvání školy podíleli například Fundación Corazonistas, francouzská ambasáda na Vanuatu, rodiny misionářů a také několika katolických farností a dárců z České republiky.